# Стакис, Мартиньш
Мартиньш Стакис (латыш. Mārtiņš Staķis; 4 июля 1979, Тукумс) — латвийский политик и предприниматель, мэр Риги со 2 октября 2020 по 5 июля 2023 года и депутат 13-го Сейма Латвии.  Один из основателей движения «За!» и член правления политического объединения «Для развития/За!», сын политика Дагнии Стаке и брат политика Андрея Стакиса.

## Биография
Мартиньш Стакис родился в семье музыкантов, учителей пения Юриса и Дагнии Стакисов, в городе Тукумс. Раннее детство провел в Даугавпилсе, где его родители учились на музыкально-педагогическом факультете Даугавпилсского пединститута. В 1984 году семья переехала в окрестности Тукумса, в посёлок Туме. Начал учиться в поселковой школе, затем перевелся в Тукумскую среднюю школу № 1.
Окончил школу в 1997 году.
Поступил на экономический факультет Латвийского университета и одновременно начал работать в фирме оптовой торговли алкогольными напитками Mono. Затем перешёл в создававшуюся торговую сеть периодики Narvesen.
В 2002 году мать Мартиньша Дагния Стаке стала министром благосостояния.
В 2004 году Мартиньш получил степень бакалавра со специализацией в организации самоуправлений. Впоследствии проходил повышение квалификации по управлению в Финляндии, в Высшей школе экономики Хельсинки.
К 2010 году назначен на должность директора по маркетингу сети Narvesen. Покинув это предприятие, получил предложение создать собственный бизнес по распространению кофе Illy. Чтобы убедить потенциальных партнёров в преимуществах своего продукта, открыл собственное кафе, а затем его бизнес развился в группу предприятий Innocent.
После Праздника песни 2008 года решил создать хор «Pa Saulei», который стал впоследствии одним из десяти лучших в Латвии.
Приобщился к христианству на курсах для вступающих в брак, после которых начал изучать религию более глубоко. Получил известность как создатель телевизионной программы о вопросах этики и религии «Корни в небесах» на Латвийском телевидении. Является членом правления лютеранской религиозной общины Старой церкви Св. Гертруды. «В моём понимании Христос — героический образ прошлого, человек, который не боялся говорить то, что думает, плыть против течения и сидеть за одним столом с теми, кого общество считает неправильными», — говорил Стакис.
Активно участвовал в деятельности ополчения — Земессардзе, в которое вступил с решимостью защищать свою страну с оружием в руках после начала вооружённого конфликта на востоке Украины. Считает, что армейская служба закаляет мужчину, а два месяца учебных лагерей для любого парня — ценный опыт.
Является добровольным тренером в образовательной программе «MOT». Стакис является автором инициативы «Ū vitamīns» — «Витамин Воды», заключающейся в бесплатной подаче питьевой воды в кафе, ресторанах и других общественных местах.

## Политическая деятельность
С 2017 года в партии «Движение За!» (Kustība Par!), вошедшем в политическое объединение «Для развития/За!».
В 2018 году был избран в 13 Сейм Латвии от объединения «Развитию/За!». Стал парламентским секретарём Министерства обороны у своего однопартийца А. Пабрикса.
В 2020 году возглавил список своего политического объединения на внеочередных выборах в Рижскую думу и выиграл их с результатом 26,16 % для своего списка (44619 голосов). Занял пост мэра Риги.
В 2021 году 24 мая, во время чемпионата мира по хоккею, вместе с главой МИД Латвии Эдгаром Ринкевичем заменил в Риге флаг Белоруссии на бело-красно-белый флаг. Позднее генпрокурор Белоруссии Андрей Швед возбудил дело по статье о возбуждении национальной вражды по признаку национальной принадлежности.
Ушёл в отставку с поста мэра Риги 3 июля 2023 года из-за распрей в правящей коалиции, возникших в связи с расследованием возможных нарушений в Департаменте сообщения Рижской думы. Об этом сам градоначальник сообщил в полседьмого утра 3 июля.
9 января 2024 года перешёл в партию «Прогрессивные», с которой сотрудничал во время мэрского срока. Возглавил список политсилы на выборах в Европарламент 2024 года.

## Семья
Мать — политик, экс-министр благосостояния, депутат 9-го Сейма Дагния Стаке (род. 1951). Отец Юрис Стакис (1952—2018) был музыкантом, учителем пения, погиб 29 декабря 2018 года.
Брат Андрей Стакис начал трудовую деятельность как инспектор Службы госдоходов Латвии в 2004 году, в 2007 году стал советником министра земледелия, с 2009 года — парламентским секретарём Минблага, в этой должности работал до 2013 года.
Супруга Илзе Пайдере — одноклассница Мартиньша, в семье два сына — Эдвард (2005) и Лукас (2008). Илзе после окончания школы училась в Германии, однако перед расставанием влюбленные подписали договор, что если не найдут себе лучшей пары, через 10 лет поженятся. После возвращения на родину Илзе работала директором Латвийского национального симфонического оркестра, работала в Германско-Латвийской торгово-промышленной палате, а затем возглавила программу MOT Latvija, предназначенную для обучения детей жизненным навыкам.

## Награды
- Орден «За заслуги» III степени (4 ноября 2022 года, Украина) — за весомый личный вклад в укрепление межгосударственного сотрудничества, поддержку государственного суверенитета и территориальной целостности Украины, популяризацию Украинского государства в мире[14].